# Wanderreiten

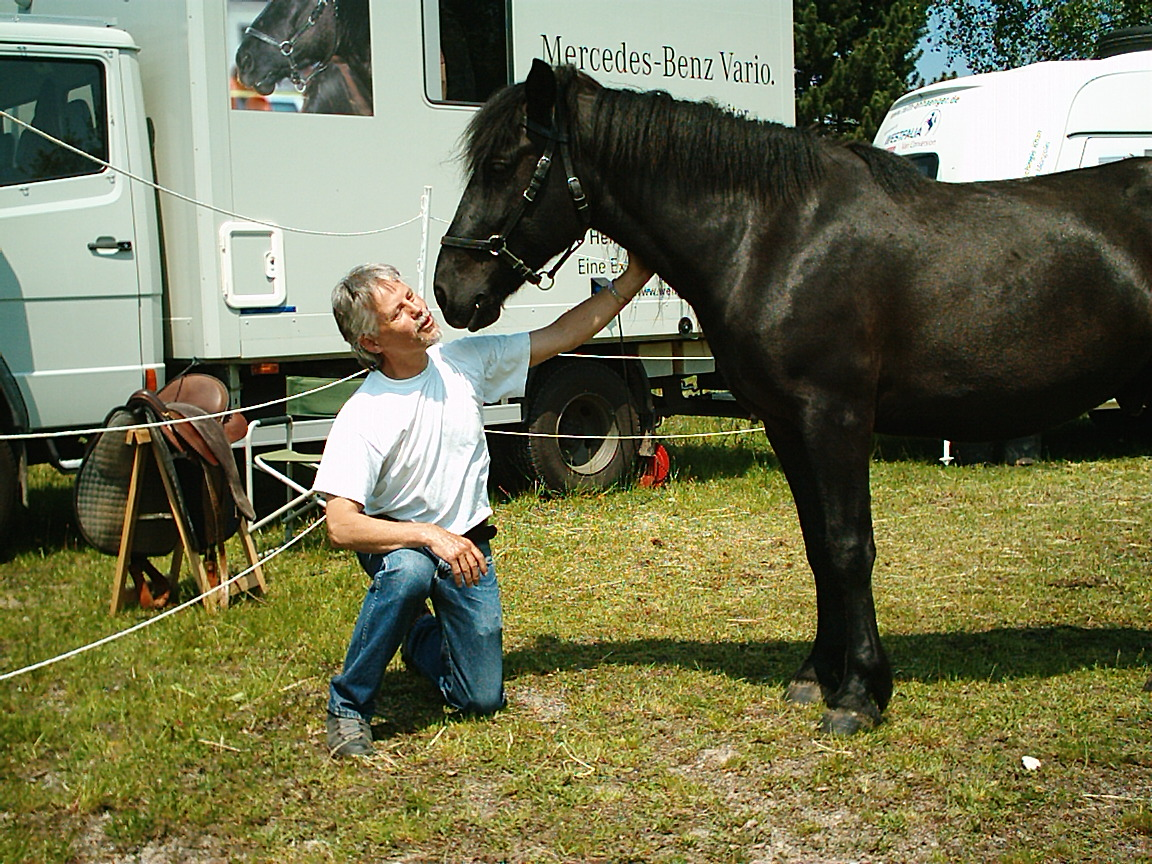
Weltumreiter Manfred Schulze mit seinem Pferd Temujin

Als Wanderreiten bezeichnet man mehrtägige Wanderungen zu Pferd. Im Mittelpunkt stehen dabei das Naturerlebnis, die langsame, ursprüngliche und umweltfreundliche Art des Reisens, das bessere Kennenlernen sowohl der Landschaft als auch des Pferdes, mit dem man beim Wanderreiten den ganzen Tag zusammen ist und von dessen Wohlergehen das Ankommen am Ziel entscheidend abhängt.
Übernachtet wird beim Wanderreiten unter freiem Himmel, beim Bauern, in Zelten oder auf Pferdehöfen, die Übernachtungsmöglichkeit für Pferd und Reiter bieten. Das Gepäck wird entweder auf dem Reitpferd in Satteltaschen vor und hinter dem Sattel transportiert oder auf einem mitgeführten Packpferd. Wanderreiten gilt als die älteste Form der Nutzung des Pferdes durch den Menschen. Es setzt ein ausgebildetes, gehorsames und verkehrssicheres Pferd voraus, fördert aber auch dessen Selbständigkeit und erlaubt dem Reiter dadurch die intensivste „Zwiesprache“ mit seinem Reittier. Als Wanderreitpferd eignen sich besonders die naturbelassenen Reitpferderassen (Robustpferd), Kleinpferde und Araber, aber auch Warmblüter und sogar Maultiere. Wichtig für das Wanderpferd ist vor allem (neben der mentalen Eignung) ausreichende Tragfähigkeit des Rückens und ein stabiles Fundament sowie gesunde Beine.

## Vorbereitung
Je nach Dauer und Schwierigkeit ist eine entsprechende Vorbereitung von Pferd und Reiter erforderlich. Dazu gehören Konditionstraining des Pferdes, Gewöhnung an jede Art von Straßenverkehr, Schulung des Pferdes zum Überwinden natürlicher Geländehindernissen wie Abhänge, Kletterstellen, Fels und Geröll, schmale Pfade und Engstellen, Gewässer usw., Karten- und Kompasskunde, Erste Hilfe (auch für das Pferd). Mehrstündige oder mehrtägige Ritte verlangen vom Reiter eine besonders gute körperliche Kondition und entsprechendes Training. Bei Ritten ab einiger Dauer wird spezielle Ausrüstung benötigt (Sattel, Sattel- und Packtaschen, Wetterschutz, Zelt, Kochgeräte, Notbeschlagszeug usw.). Fähigkeiten und Kenntnisse der Lederreparatur, Pflanzen-, Ernährungs- und Futterkunde, Medizin und Tiermedizin, Hufbeschlag, Sprachen und regionale Kultur, Zollbestimmungen, Versicherung etc. runden das Profil des Wanderreiters ab. Die Übernachtungen werden meist vorgeplant und angemeldet, manchmal wird aber auch aufs „Geratewohl“ losgeritten.

## Durchführung
Die typischsten Wanderritte gehen über ein Wochenende oder sind Kurzurlaube zwischen einer Woche und zwei Wochen. Meist wird in kleinen Gruppen von 2 bis 7 Reitern im Freundeskreis oder mit Stallkollegen geritten. Die Hauptgangart beim Wanderreiten ist der Schritt, wobei abhängig von der Pferderasse und dem Trainingszustand eine Durchschnittsgeschwindigkeit von etwa 5 bis 6 km/h in Bewegung erreicht wird. Regelmäßige Führstrecken entlasten nicht nur den Pferderücken, sondern ermöglichen es auch dem Reiter, die Beine zu vertreten und beugen so Kniebeschwerden vor. Da Wanderreiten eher eine Form von Erlebnisurlaub ist und kein Hochleistungssport, stehen die Kilometer-Leistungen nicht im Vordergrund. Die durchschnittliche Tagesdistanz auf einem Wanderritt beträgt zwischen 20 und 30 Kilometer – abhängig vom Gelände, der Kondition von Pferd und Reiter und der Verfügbarkeit von Übernachtungsmöglichkeiten. Bei einer Durchschnittsgeschwindigkeit einschließlich Pausen von etwa 4 bis 4,5 km/h sind die Reiter dabei zwischen 5 und 8 Stunden unterwegs.

## Wanderreitwege

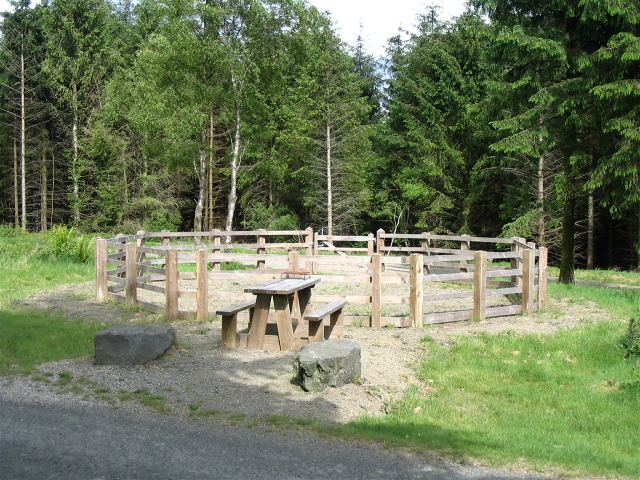
Rastplatz mit Paddock an einem Bridle path in Wales, das Tor kann vom Pferd aus geöffnet werden, zwei große Steine als Aufsteighilfen erleichtern das Aufsitzen

In vielen Regionen, wie beispielsweise in Baden-Württemberg, haben sich Wanderreitnetzwerke gebildet, die regionsüberschreitend zusammenarbeiten. Ausgearbeitete Fernreitwege machen das Wanderreiten von Region zu Region möglich. Die Wegstrecken werden mit Rücksicht auf die Pferde ausgewählt und für Wanderreiter nötige Infrastruktur wird entlang des Weges in speziellen Unterkünften bereitgestellt.
In Italien werden Wanderreitwege „ippovia“ genannt und bilden ein gut ausgebautes, fast das ganze Land umfassendes Netzwerk. In Schweden gibt es eine Vielzahl verschiedener Langstreckenreitwege, die hier „ridled“ genannt werden. In England und Wales gibt es „Bridle path“ genannte Reitwege, die von Fußgängern, Wanderern und seit 1968 auch von Fahrrädern genutzt werden dürfen.
Informationen über die Wege sind oft schwer zu finden und meist nur in Landessprache erhältlich.

## Geschichte
Im Mittelalter reisten Vornehme und Wohlhabende zu Pferd ähnlich wie heutige Wanderreiter, im Unterschied zum gemeinen Volk, Mönchen und Studenten, die zu Fuß gingen. Jahrhundertelang waren Reisen zu Pferd nichts Besonderes. Goethe pflegte zu unterschiedlichsten Anlässen lange Strecken im Sattel zurückzulegen – und schrieb: Laßt mich nur auf meinem Sattel gelten!/ Bleibt in euren Hütten, euren Zelten!/ Und ich reite froh in alle Ferne,/ Über meiner Mütze nur die Sterne.
Als berühmtester Wanderreiter gilt der Schweizer Aimé Félix Tschiffely, der 1925 aus Buenos Aires, Argentinien 10.000 Meilen nach Washington DC, USA, ritt und über den alle Zeitungen berichteten. In den Zeiten, da die Massenmotorisierung sich durchsetzte, galt dies als Sensation.
Die Wiederentdeckung des Wanderreitens als Freizeittätigkeit – also abseits jeder transporttechnischen Notwendigkeit – ist eine junge Idee ohne entsprechende Wurzeln in den Reformbewegungen, wie sie für die Wandervereine typisch ist. Erst Ende des vorigen Jahrtausends entwickelten Formen des Pferdesports, die die Idee einer Partnerschaft zwischen Pferd und Mensch, jenseits der damals etablierten Turniersportformen, in den Mittelpunkt stellten, Breitenwirkung. Als ein typischer Versuch der Institutionalisierung der Bewegung aus dieser Zeit ist der „deutsche Reitpfad Nummer 1“, der in den 1980er Jahren angelegt wurde und „von der Weser bis zum Neckar“ führen sollte, aber nur teilweise umgesetzt und mittlerweile aufgegeben ist. Auch der gesellschaftliche Trend zur Wiederentdeckung der Wallfahrt auf Pilgerwegen färbt auf das Wanderreiten ab, da sich die Infrastruktur meist gut eignet und Pilgern zu Pferde aufgrund des historischen Vorbildes einen hohen Status genießt.
Aus Organisationsentwicklungssicht kann die Phase, in der sich die „Wanderreiterszene“ heute befindet, als Pionierphase betrachtet werden. Dies und die der Natur nach regionale Tätigkeit führt zu vielen begonnen und wieder aufgegebenen Versuchen und begrifflichen Unschärfen. Eine Institutionalisierung findet nur langsam statt. „Herrenlose Wege“ (markierte, aber nicht mehr gepflegte Wege), fehlende Standards bei Wegführern etc. sind typische Zeichen dieser sich erst langsam etablierenden Institutionalisierung. Entsprechend stößt der Wanderreiter meistens auf hohes Engagement der Beteiligten, kann jedoch nicht mit einem durchstrukturierten Angebot und zentral standardisierten Informationen rechnen.

## Sternritte
Beliebt sind auch Wanderreiter-Treffen und Sternritte, bei denen die Reiter einzeln oder in Gruppen von ihrem Wohnort aus losreiten und nach ein paar Tagen oder Wochen zu einem gemeinsamen Fest zusammenkommen, z. B. anlässlich großer Pferdemessen.

## Wanderritte mit Trossbegleitung
Anders als in der Vergangenheit sind Pferdetransporter und -hänger heute den meisten Reitern zugänglich. Daher wird häufig zu den Startpunkten des Wanderritts transportiert, oder es werden von einem festen Standort oder Ferienquartier Rundritte unternommen. Diese Variante erlaubt die Mitnahme von mehr Ausrüstung und ist damit komfortorientierter und gibt mehr Sicherheit. Im engeren Sinne des selbständigen Bewältigens der Strecke und des Auf-sich-gestellt-seins von Reiter und Pferd wird es oft nicht mehr als Wanderreiten bezeichnet.

## Kommerzielle Wanderritte
Geführte Ritte werden von Wanderrittführern angeboten, größtenteils von Wanderreitstationen aus. Diese stellen zumeist auch ausgebildete Wanderreitpferde und auch die benötigte Ausrüstung. Sattelfestigkeit oder das Absolvieren eines Einführungskurses wird dabei vorausgesetzt. Teilweise ist es auch möglich mit eigenen Pferden teilzunehmen. Diese Ritte variieren in den Inhalten je nach Veranstalter von „all-inclusive Schlemmerritten mit Fünf-Sterne-Hotelübernachtung“ bis hin zu Übernachtungen in der freien Natur. Leistungsumfang, Ausbildungsniveau der Rittführer und der Pferde, Preise und Qualität unterscheiden sich erheblich.
Viele Ferienregionen in Deutschland versuchen derzeit, meist mit Unterstützung der Landwirtschaftsverbände, ein Netz solcher Wanderreitstationen aufzubauen.
In den Regionen Oberpfalz, im Sauerland, in der Eifel und in vielen anderen Gegenden wird „Wanderreiten ohne Gepäck“ auf markierten Strecken von Hof zu Hof angeboten. Das Gepäck wird mit dem Auto von Quartier zu Quartier transportiert. Gepäckmitnahme per Auto ist unter Wanderreitern zwar verpönt (Anspruch der umweltfreundlichen Fortbewegung sowie der Unabhängigkeit), wird aber in Maßen unter der Zielsetzung „Schonung des Pferdes“ akzeptiert.
Auch bei einigen auf Reiterferien spezialisierten Reiseveranstaltern kann man verschiedene Formen von Wanderritten buchen.

## Ausbildung
Wanderritte können von jedem, der in der Lage ist, ein Pferd sicher im Verkehr zu führen, durchgeführt werden (Vorschrift der Straßenverkehrsordnung). Auch für die Nutzung der Wege und übrigen Infrastruktur wird keine besondere Ausbildung verlangt. Der typische Wanderreiter ist als intensiver Praktiker in Sachen Geländereiten in vielen Bereichen Autodidakt, der nach der Methode „vom kleinen Ritte im Umland zum Mehrtagesritt in der Fremde“ vorgeht. Auch für die Tätigkeit als Wanderrittführer braucht es keinen formalen Qualifikationsnachweis.
Mehrere Pferdesportverbände mit unterschiedlicher Ausrichtung bieten Ausbildungsgänge, Prüfungen und Abzeichen vom Geländereiter über den Wanderreiter bis hin zum Wanderrittführer an, die primär im Tätigkeitsfeld des jeweiligen Verbandes Bedeutung haben. Die Anforderungen an den Reiter sind in der Disziplin Wanderreiten so breit gestreut, dass die Lehrgänge in der Regel praktische Übungen enthalten.
Die VFD engagiert sich neben der Ausbildung von Freizeitreitern, -fahrern sowie Säumern insbesondere für die Erhaltung des Betretungsrechts bzw. den freien Zugang zur Natur für Reiter, Fahrer und Säumer. Sportliche Vergleichswettbewerbe für das Wanderreiten erfolgen als TREC-Wettbewerbe unter dem Dach der Deutschen Reiterlichen Vereinigung (FN). Ein weiterer großer Verband in Deutschland ist der Islandpferde-Reiter- und Züchterverband (IPZV), der ebenfalls zum Wanderrittführer ausbildet. Die FN bietet mit dem Reiterpass und dem Berittführer Lehrgänge, die primär auf sicheres Reiten im Gelände gerichtet sind, an. Als weiterführende Abzeichen gibt es Wanderreiten Stufe 1 und 2 sowie den Wanderreitführer. Bei den Trainerlehrgängen kann man u. a. auch den Schwerpunkt Wanderreiten wählen.
Die Deutsche Wanderreiter Akademie (DWA) mit Sitz in Reckentahl bei Montabaur bietet die Ausbildung bis zum Wanderrittführer in insgesamt 14 Ausbildungsstufen an. Die Ausbildungsstufen beinhalten den Basispass Wanderreiten, Kurs und Prüfung zum Geländerreiter, Navigationsübungen mit Karte und Kompass, einen Hufkurs, einen Lehrwanderritt, Kurs und Prüfung zum Wanderreiter, Kurs und Prüfung zum Geländerittführer, Rittführer-Assistenz zum Erwerb praktischer Erfahrungen, unterstützte Wanderritte in eigener Regie, einen viertägigen Zulassungsritt mit weiteren Reitern und einen sechstägigen Prüfungsritt zum Wanderrittführer. Die DWA betreibt ein eigenes Internet-Portal, in dem fortlaufend die Qualität professionell geführter Wanderreitbetriebe beurteilt wird.
Begleitend dazu sind regelmäßige Wanderritte, die eigenständig geplant und organisiert werden, erforderlich.

## Reit- und Wanderkarte
Die „Reit- und Wanderkarte“ ist ein Projekt, das aus den Daten der OpenStreetMap eine spezielle „Reit- und Wanderkarte“ erstellt. Die Karte ist in einem Webbrowser online oder in einem GPS-Gerät nutzbar. Für den Reiter wichtige „Points of Interest“ wie Pferdetränken, Übernachtungsmöglichkeiten für Pferd und Reiter, Beschaffenheit der Wege, Wanderwegmarkierungen, Reiterhöfe werden dargestellt. Die Geländekontur wird mit Höhenkurven und Schattierungen dargestellt. Die Karte ist kostenlos, und jeder kann durch Beiträge zur OpenStreetMap mithelfen, die Karte zu verbessern.

## Weitreiten
Eine besondere Form des Wanderreitens ist das „Weitreiten“. Dieser (relativ neue) Begriff bezeichnet Wanderritte mit mehr als 1.000 Meilen (1.600 Kilometer).
Reinhard Ehrich durchquerte zwischen 1978 und 1985 mit seinem Pferd Bonjo Deutschland von Brodten (nördlich Travemünde an der Ostsee) entlang der innerdeutschen Grenze, der deutsch-tschechischen und der deutsch-österreichischen Grenze folgend bis zur Zugspitze in den Alpen und legte dabei nach eigenen Angaben 3.300 km zurück. Seinen Wanderritt beschrieb er in fortgeschrittenem Alter im Detail.
Als weitester Ritt der Geschichte gilt der von George und Charlie Beck, Jay Ransom und Raymond Rayne (1912) durch alle unteren 48 Staaten der USA (20.352 Meilen). Der Schweizer Felix Tschifelly ritt vom 23. April 1925 bis zum 29. August 1928 16.000 km von Buenos Aires nach New York. Günter Wamser ließ sich durch diese Pioniertat anregen und startete 1994 zu einem Ritt von Feuerland nach Alaska; 2007 legte er einen Bericht über die ersten 20.000 km bis zur Grenze von Mexiko zu den USA vor. 2010 folgte der Bericht über die weiteren 5.000 km durch die Rocky Mountains.
Eine internationale Vereinigung der Weitreiter ist „The Long Riders Guild“ mit Sitz in den USA. Österreicher, die sich eine Mitgliedschaft in der „Long Riders Guild“ aufgrund ihrer Leistungen erworben haben, sind Evelyn Landerer (Mongolei, Sibirien) sowie Horst Hausleitner und Esther Stein (Afrika). Letzteren gelang es 2003, den afrikanischen Kontinent von Südafrika bis nach Kenia auf den Rücken von zwei Pferden und einem Packpferd ohne technisches Begleitteam zu durchqueren. Für die 5.000 Kilometer lange Strecke benötigten sie mehr als elf Monate. Dabei ritten sie durch Südafrika, Botswana, Sambia, Tansania und Kenia.